# Donella Meadows
Donella "Danna" H. Meadows (Illinois, 13 de marzo de 1941-Nuevo Hampshire, 20 de febrero de 2001) fue una científica ambiental, maestra y escritora estadounidense. Es conocida por ser la autora de The Limits to Growth y Thinking in Systems: a Primer.

## Biografía
Dirigió la obra Los límites del crecimiento, y propuso los doce puntos de influencia para intervenir en un sistema.
Estudió Química en el Carleton College en 1963, y un doctorado en Biofísica en la Universidad de Harvard en 1968. Después se convirtió en investigadora del MIT, donde colaboró cercanamente a Jay Forrester, quien desarrolló la dinámica de sistemas y del principio de almacenamiento magnético para las computadoras. A partir de 1972 dio clases en el Dartmouth Collage por 29 años.
La Dra. Meadows se encontraba trabajando en el MIT en 1972 formando parte del equipo que produjo el modelo computacional global World3 para el Club de Roma y proveyó de bases para el libro ”Los límites del crecimiento”. El libro reportó un estudio de tendencias globales a largo plazo en las áreas de población, economía y medio ambiente. Dicho escrito ganó relevancia alrededor del mundo, y dio comienzo a un debate acerca de los límites de la capacidad de nuestro planeta para suportar la continua expansión económica del ser humano, un debate que continúa actualmente.
En 1981, la Dra. Meadows fundó el INRIC ("International Network of Resource Information Centres" – Red Internacional de Centros de Información de Recursos), un proceso global de mecanismos de colaboración y para compartir información entre cientos de académicos, investigadores y activistas del movimiento de desarrollo sustentable (un esfuerzo internacional para revertir las tendencias de daño en el ambiente, economía, y sistemas sociales). Meadows fundó también el Instituto de la Sustentabilidad, que combina la investigación en sistemas globales con demostraciones prácticas de vida sustentable, incluyendo el desarrollo de “ecoaldeas” y granjas orgánicas.
Desde 1986, hasta su fallecimiento, escribía semanalmente una columna llamada El ciudadano global (“The Global Citizen”), nominada al Pulitzer en 1991, donde trataba eventos mundiales desde el punto de vista sistémico.
En 1996 Meadows fundó el Sustainability Institute (ahora llamado Academy for Systems Change) con la misión de fomentar la transición a sistemas sostenibles en todos los niveles de la sociedad, desde lo local a lo global. En su trabajo, analizó rigurosamente los sistemas que producen los complejos problemas que enfrenta la humanidad, y describió con humor y humildad lo que se necesitaba hacer para crear alternativas funcionales saludables. Su trabajo es ampliamente reconocido como una importante influencia en otros estudios académicos, iniciativas gubernamentales y tratados internacionales.

## Obras
- Donella H. Meadows, Thinking in systems, 2008.
- Donella H. Meadows, Jorgen Randers y Dennis L. Meadows Limits to Growth-The 30 year Update, 2004.
- Dennis L. Meadows, Donella H. Meadows y Jorgen Randers, Beyond the Limits: Confronting Global Collapse, Envisioning a Sustainable Future, Chelsea Green Publishing, 1993.
- Donella H. Meadows, Beyond the limits: global collapse or a sustainable future, Earthscan Publications, 1992.
- Donella H. Meadows, Global Citizen, Island Press, 1991.
- Michael J. Caduto, prólogo de Donella H. Meadows, Pond and Brook: A Guide to Nature in Freshwater Environments, University Press of New England, 1990.
- Donella H. Meadows y J. M. Robinson, The Electronic Oracle: Computer Models and Social Decisions, John Wiley & Sons, 1985.
- Donella H. Meadows, John Richardson y Gerhart Bruckmann, Groping in the Dark: The First Decade of Global Modelling, John Wiley & Sons, 1982.
- Donella H. Meadows, Limits to Growth: A Report for the Club of Rome's Project on the Predicament of Mankind, New American Library, 1977.
- Dennis L. Meadows, Donella M. Meadows, Donella H. Meadows y Tzonis' Toward Global Equilibrium: Collected Papers, Pegasus Communications, 1973.

## Premios y reconocimientos
- 1990 Premio “Walter C. Paine Science Education Award” en 1990,[5]

- 2001 Premio “John H. Chafee Excellence in Environmental Affaire Award” de manera póstuma.[7]